# DECIPHER
DECIPHER (acronim din engleză de la  DatabasE of Chromosomal Imbalance and Phenotype in Humans using Ensembl Resources) este o resursă web și o  bază de date care conține variații genomice din datele ADN ale pacienților.
Documentează anomalii cromozomiale microscopice (gene eliminate sau gene duplicate) și secvențe patogene de la 25,000 de pacienți. Aceste anomalii sunt reprezentate pe genomul uman folosind Ensembl sau UCSC Genome Browser. 
De asemenea, DECIPHER cataloghează caracteristicile clinice ale fiecărui pacient și administrează o bază de date a sindroamelor cauzate de micro-ștergeri sau duplicări, împreună cu legăturile la rapoartele științifice relevante.
DECIPHER a fost inițiat în 2004 la Institutul Sanger în Marea Britanie și este finanțat de Trustul Wellcome. Cu toate acestea, la baza de date DECIPHER contribuie mai mult de 240 de centre de cercetare în domeniul geneticii din 33 de țări.